# Zoja Ivanovna Voskresenskaja
Zoja Ivanovna Voskresenskaja (in russo Зоя Ивановна Воскресенская?; Rybkina da sposata, in russo Рыбкина?) (Uzlovaya, 28 aprile 1907 – Mosca, 8 gennaio 1992) è stata una diplomatica, agente segreta e scrittrice sovietica.
Lavorò come agente dell'ufficio estero del NKVD e, negli anni sessanta e settanta, divenne una famosa autrice di libri per bambini. Vincitrice del premio di Stato dell'Unione Sovietica nel 1968, Voskresenskaja fu nota per i suoi romanzi Skvoz Ledyanuyu Mglu ("Attraverso la nebbia di ghiaccio", 1962) e Serdtse Materi ("Cuore di mamma", 1965). Tra il 1962 e il 1980 più di 21 milioni dei suoi libri furono venduti nell'URSS.
Alla fine degli anni ottanta, con l'attuarsi della Perestroika e con le ondate di declassificazione, la storia di Zoya Voskresenskaja divenne pubblica. Trapelò l'informazione che un'autrice popolare di libri per bambini era stata per venticinque anni una figura di spicco nel dipartimento estero del servizio di intelligence sovietico. Le memorie di guerra di Voskresenskaja Teper Ya Mogu Skazat Pravdu ("Ora posso dire la verità") vennerò pubblicate nel dicembre 1992, undici mesi dopo la morte dell'autrice.

## Biografia
Zoya Voskresenskaja nacque in Uzlovaya, nel governatorato di Tula, nella famiglia del vice-capo della stazione ferroviaria; spese i suoi primi anni nella città di Aleksin. Suo padre morì quando lei aveva dieci anni; la madre con i tre figli si trasferì quindi a Smolensk. A quattordici anni Zoya iniziò a lavorare come bibliotecaria presso il quarantottesimo battaglione Čeka del governatorato di Smolensk. Due anni dopo, nel 1923, fu incaricata di ricoprire il ruolo di insegnante e commissaria politica presso una colonia lavorativa correttiva per giovani delinquenti, successivamente fu trasferita all'ufficio regionale del partito comunista a Smolensk. Nel 1928 Voskresenskaja si trasferì a Mosca (Russia) e nel 1929 si unì all'ufficio estero del Direttorato Politico Congiunto dello Stato. Il suo primo incarico fu a Harbin in Manciuria; dopo due anni di ricognizione fu inviata a Riga in Lettonia, poi Germania e Austria.
Nel 1935 Voskresenskaja iniziò a lavorare a Helsinki, con il falso nome di 'Irina' un ufficiale Inturist, come agente segreto per l'Unione Sovietica ed in collaborazione con il consigliere d'ambasciata (e colonnello NKVD) Boris Rybkin che sposò poco dopo. Con lo scoppio della Guerra d'inverno, Zoya Voskresenskaja ritornò a Mosca, dove nel corso degli anni successivi divenne uno degli analisti di primo piano dell'Unione Sovietica, coordinando il lavoro di diverse reti di spionaggio fra le quali l'Orchestra Rossa in Germania. Nel 1940, in un rapporto segreto, informò Iosif Stalin dell'imminente invasione da parte della Germania nazista. 
Con lo scoppio della Grande Guerra Patriottica, Voskresenskaja si unì al gruppo guidato da Pavel Sudoplatov che preparava sabotatori e capi della guerra partigiana da inviare nei territori occupati. La prima unità di ricognizione inviata al confine occidentale dell'URSS fu addestrata da lei. Voskresenskaja si stava preparando ad essere inviata nei territori occupati, sotto la copertura di guardia della stazione ferroviaria, quando alla fine del 1941 lei e Rybkin furono inviati in Svezia dove (come 'madam Yartseva') si unì all'ambasciata sovietica come addetta stampa di Aleksandra Michajlovna Kollontaj. Come agente segreto continuò a coordinare diversi gruppi ricognitivi e singoli agenti che raccoglievano informazioni sulle manovre di trasporto della Germania nazista vicino al confine svedese. Entrambe le donne, lavorando in collaborazione, ricevettero successivamente il merito per la neutralità della Svezia e per l'uscita della Finlandia dalla coalizione e la firma del trattato di pace con l'Unione Sovietica nel settembre del 1944.
Dopo la guerra Voskresenskaja continuò a lavorare a Mosca e, alla fine degli anni quaranta, divenne capo del dipartimento di spionaggio sovietico per la Germania. Nel 1947 suo marito Boris Rybkin morì presumibilmente in auto vicino a Praga. Voskresenskaja rifiutò di accettare la versione ufficiale ma le fu negata la possibilità di investigare personalmente sul caso.
Dopo la morte di Stalin nel 1953, con la destalinizzazione iniziarono una serie di purghe su larga scala dei ranghi del NKVD. Indignata per l'arresto di Pavel Sudoplatov, Voskresenskaja parlò apertamente per difendere il suo ex capo. Ricevette immediatamente ordini di pensionamento ma chiese il privilegio speciale di rimanere un ufficiale NKVD e fu inviata al campo di lavoro di Vorkuta, a capo di un dipartimento minore, con il grado di tenente.

### Carriera letteraria
Nel 1955, Voskresenskaja con il grado di colonnello del Ministero dell'Interno, si ritirò dal servizio ed iniziò la carriera di scrittrice. Scrisse libri per bambini ottenendo una certa fama negli anni 'sessanta con i romanzi Skvoz Ledyanuyu Mgly ("Attraverso la nebbia di ghiaccio", 1962), Vstretcha ("Incontro", 1963), Serdtse Materi ("Cuore di mamma", 1965, su Marija Aleksandrovna Blank, che fu adattato nel 1965 per il grande schermo), Devochka v Burnom More ("Ragazza nel mare in tempesta", 1969), Dorogoye Imya ("Caro nome", 1970). Con 21.6 milioni di copie dei suoi libri vendute fra il 1962 ed il 1980, Zoya Voskresenskaja divenne una delle figure di spicco della letteratura per bambini sovietica, molti dei suoi libri comparivano nelle liste di letture extracurricolari. 
Alla fine degli anni ottanta, con la maggior parte dei documenti di spionaggio dell'epoca staliniana declassificati, la storia di Voskresenskaja divenne pubblica. Già malata terminale, Voskresenskaja cominciò a scrivere le sue memorie. Teper Ya Mogu Skazat Pravdu ("Ora posso dire la verità") fu pubblicato nel 1992, 11 mesi dopo la morte dell'autrice che avvenne l'8 gennaio. Fu seppellita nel Cimitero di Novodevičij.

## Influenza culturale
Il personaggio di Rosa Klebb nel romanzo Dalla Russia con amore di Ian Fleming è parzialmente basato sulla figura di Voskresenskaja, su cui Fleming aveva scritto un articolo nel Sunday Times.